# Sheila Payne
Sheila Payne (Curaçao, 1961) is een actrice en verhalenverteller uit Curaçao en voorvechter voor het behoud van het Papiaments.
Sheila Payne is geboren in Curaçao in een gezin afkomstig van Saint Kitts. Haar belangstelling en liefde voor het vertellen van verhalen kreeg ze van haar vader. Als leerling op de basisschool gaf ze al een zeer geslaagde imitatie van muziekondernemer Ángel Job (bijgenaamd El Gordito de Oro).
Van 1980 tot 2000 woonde Payne in Nederland. Ze studeerde wiskunde en economie, en deed een postgraduate course in loopbaanontwikkeling. Na enige tijd op dat gebied te hebben gewerkt, werd ze actrice bij Jeugdtheater Citadel Groningen. Op Curaçao werkte ze als actrice voor jeugdtheater en pakte ze het vertellen van verhalen weer op.
In 2011 kreeg Payne een nominatie van UNESCO voor haar inspanningen voor het behoud van het Papiaments.

## Theatrografie
- 1919-1992 - De jongen en de bus
- 1992-19193 - 1492 and after
- 1993-1994 - Oude klanken, nieuwe stemmen
- 2003 - Oedipus
- 2009-2010 - Morto i Laman - De dood en de zee[1]

In 2009 speelde Payne op Curaçao bij het Volksoperahuis in een hernieuwde, Caraïbische versie van het muziektheaterstuk Morto i Laman (De dood en de zee). In 2010 werd de voorstelling voor het eerst in Nederland uitgevoerd, onder meer in de spiegeltent op het Schouwburgplein in Rotterdam en op het Oerolfestival.
In 2023 speelde zij Luisa in de televisiefilm All Inclusive.